# Bath (Schiff)
Die Bath war ein Kriegsschiff in der Zwischenkriegszeit. Der Zerstörer wurde zum Ende des Ersten Weltkriegs für die United States Navy als Hopewell (Kennung: DD-181) in Newport News gebaut. Er gehörte zur Wickes-Klasse und war kaum im aktiven Dienst. Im September 1940 übergaben die Vereinigten Staaten den Zerstörer an die Royal Navy im Rahmen des „Zerstörer-für-Stützpunkte-Abkommens“. Die Royal Navy bezeichnete die 50 übernommenen Zerstörer als Town-Klasse. Die Hopewell erreichte im September 1940 die Royal Navy und die Briten nannten sie in Bath (Kennung: I17) um. Als norwegischer Zerstörer wurde das Schiff am 19. August 1941 im Nordatlantik durch U 204 versenkt.

## Geschichte des Schiffes
Der Zerstörer Hopewell war einer der über 270 Vierschornstein-Zerstörer, die an die US Navy von 1917 bis 1919 abgeliefert wurden. Das bei Newport News Shipbuilding entstandene Schiff war Anfang 1918 begonnen worden und lief am 8. Juni 1918 vom Stapel. Es wurde Hopewell nach einem Seekadetten Pollard Hopewell (* 1789) genannt, der am 1. Juni 1813 auf der US-amerikanischen Fregatte Chesapeake im Gefecht mit der britischen Fregatte Shannon gefallen war. Am 22. März 1919 wurde der Zerstörer erstmals für die US Navy in Dienst gestellt.

### USS Hopewell (DD-181)

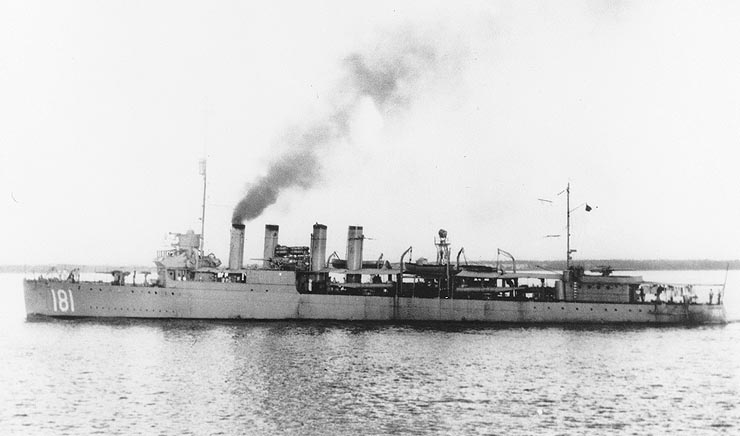
USS Hopewell (DD-181)

Die Vierschornstein-Zerstörer entstanden auf der Basis des Naval Appropriation Acts von 1916, der die Schaffung einer Marine für die Atlantik- und die Pazifikküste forderte. Zu den geforderten Schiffstypen gehörten auch hochseefähige Zerstörer, die der Flotte auch als Aufklärungsschiffe dienen sollten. So entstanden zwischen 1917 und 1919 auf verschiedenen Werften sechs Zerstörer der Caldwell-Klasse, 111 Zerstörer der Wickes-Klasse sowie 156 Zerstörer der Clemson-Klasse, die zusammen die sogenannte „Flushdeck-“ oder auch „Four Stack-Class“ bildeten. Trotz Serienfertigung wurden nur wenige dieser Zerstörer rechtzeitig fertig, um im Ersten Weltkrieg zum Einsatz zu kommen. So begann schon in den 1930er-Jahren die Aussonderung dieser Zerstörer, die verschrottet, als Zielschiffe versenkt oder verkauft wurden. Etliche wurden für andere Verwendungszwecke umgebaut.
Der Grundentwurf der Zerstörer hatte ein Glattdeck, vier Schornsteine und eine von den Vorgängern abweichende breitere Rumpfform. Glattdeck und breite Rumpfform gaben den neuen Zerstörern eine hohe Steifigkeit. Die geforderte Höchstgeschwindigkeit führt zum Einbau einer relativ umfangreichen Maschinenanlage von hohem Gewicht. Die Bewaffnung mit vier 10,2-cm-Einzelgeschützen war zeitgemäß; Torpedobewaffnung mit anfangs zwölf Torpedorohren überdurchschnittlich. Die Reichweite der Zerstörer befriedigte für die geplanten Einsätze nicht, sodass schon die Clemson-Klasse dieses Typs größere Tanks erhielt, die das Grundproblem aber nicht lösten.

#### 1. Dienstphase
Die Hopewell wurde am 22. März 1919 in Portsmouth (Virginia) in Dienst gestellt und verlegte am 19. April 1919 aus Norfolk zur „3rd Destroyer Squadron“ vor Neuengland. Im Mai war der neue Zerstörer dann an der Sicherung des ersten Atlantikfluges von drei Curtiss-NC-Flugbooten beteiligt. Über 50 Zerstörer übernahmen Positionen in Abständen an der geplanten Flugroute, um die Sicherheit der Flieger zu garantieren. Allerdings konnten sie den beiden Maschinen, welche die Etappe von Neufundland zu den Azoren nicht schafften, nicht helfen. Die Hopewell hatte eine Position kurz vor den Azoren besetzt. Nach einem Aufenthalt bei den Azoren kehrte der Zerstörer am 8. Juni 1919 nach New York zurück, um auf der dortigen Marinewerft vollständig ausgerüstet zu werden. Ab August diente er wieder bei seiner Squadron und führte erste Artillerietests durch. Den Winter 1919/20 verbrachte der Zerstörer in der Karibik mit intensiven Training und vielen Artillerieübungen. Im Mai 1920 kehrte die Hopewell wieder nach Neuengland zurück und führte dort bis September Training mit Reservisten und Manöver mit anderen dort stationierten Zerstörern durch. Ab September 1920 folgten ähnliche Einsätze aus Charleston. Ab Mai 1921 folgten dann Übungen mit Reservisten mit New York City als Basis. Am 10. Oktober 1921 verließ der Zerstörer Newport, um in Charleston als Reserveschiff aufgelegt zu werden. Am 10. April 1922 verlegte die Hopewell dann nach Philadelphia, wo sie am 17. Juli 1922 außer Dienst gestellt wurde. 18 Jahre wurde der Zerstörer dann nicht mehr genutzt.

#### 2. Dienstphase
Am 17. Juni 1940 wurde die Hopewell nochmals für die US Navy in Dienst gestellt. Der Zerstörer wurde vor Neuengland bei den amerikanischen Neutralitätspatrouillen eingesetzt. Er gehörte zu den 50 alten Zerstörern, die durch den „Destroyer deal“ von den Vereinigten Staaten an das Vereinigte Königreich abgegeben wurden. Die Vereinigten Staaten erhielten im Gegenzug Stützpunktrechte auf den Bahamas, Bermuda, Jamaika, St. Lucia, Trinidad, Antigua sowie auf Neufundland und in Britisch-Guyana für 99 Jahre. Die Hopewell lief am 18. September Halifax an. Dort wurde der Zerstörer am 23. September 1940 außer Dienst gestellt und an Großbritannien übergeben.

### In britischem Dienst
Umbenannt in Bath überquerte der Zerstörer den Atlantik und erreichte am 12. Oktober 1940 Devonport. Dort fand eine kurze Überholung statt, dann verlegte die Bath zur „1st Minelaying Squadron“ in Kyle of Lochalsh. Erste Einsätze erfolgten zur Sicherung von Operationen der Minenleger und an Geleitzügen in den North Western Approaches. Ende Januar 1941 wurde die Bath dann in Chatham überholt und modernisiert, um sie als Geleitschiff besser nutzen zu können. Sie erhielt ein britisches Sonar, das hintere 10,2-cm-Geschütz wurde durch eine britische 7,6-cm-Flugabwehrkanone ersetzt. Entfernt wurden das bisherige amerikanische 7,6-cm-Geschütz und ein hinteres Paar der Torpedorohrsätze. Installiert wurden vier Wasserbombenwerfer. Der hintere Mast wurde entfernt und der vordere gekürzt, um das hohe Toppgewicht des Zerstörer zu reduzieren.

### In norwegischem Dienst
Während der Überholung begannen die Verhandlungen über die Übernahme des Zerstörers durch die norwegische Exilmarine. Bereits am 18. Dezember 1940 hatte die sich „im Exil“ befindliche norwegischen Marine mit der Mansfield ex USS Evans (DD-78) einen Zerstörer der Town-Klasse übernommen. Gleichzeitig wurde die Übergabe zweier weitere Town-Zerstörer verhandelt (Newport, St. Albans), die sich derzeit auch in der Umrüstung befanden. Alle Schiffe behielten ihre britischen Namen und Kennungen. Die Schiffe dienten einzeln in verschiedenen Escort Groups.
Am 12. April 1941 wurde die Mansfield offen als Schiff der norwegischen Marine eingesetzt, als sie um ein Uhr morgens am Pier von Øksfjord in Nord-Norwegen anlegte und Kommandos an Land setzte, die eine von den Deutschen genutzte Fischölfabrik sprengten. Den Einwohnern des besetzten Norwegens sollte demonstriert werden, dass die norwegische Marine an der norwegischen Küste im Einsatz war. Der Zerstörer lief nach zwei Stunden wieder aus und die Einwohner des Ortes verabschiedeten ihn mit der norwegischen Nationalhymne.
Am 9. April 1941 übernahmen die Norweger die Bath, die der „Liverpool Escort Force“ zugeteilt und mit der „5th Escort Group“ ab Juni zwischen Großbritannien und Gibraltar eingesetzt.

### Das Ende derBath
Im August 1941 gehörte die Bath zur Sicherung des Geleitzuges OG 71 neben der Sloop Leith, sechs Korvetten und einem U-Jagd-Trawler.
Der Geleitzug war am 17. August von einer Fw 200 Condor der I./KG 40 erkannt worden und U-Boote auf den Geleitzug angesetzt. Am 18. und 19. fanden einzelne Ju-88-Bomber des Fliegerführers Atlantik den Konvoi, ohne Erfolge zu erzielen. 400 Meilen südwestlich von Irland konnte am frühen Morgen des 19. August U 204 die hinter dem Geleitzug laufende Bath mit einem G7-Torpedo mittschiffs treffen. Der Zerstörer kenterte etwa auf der Position 49° 0′ N, 17° 0′ W und sank schnell. Beim Untergang zündeten die Wasserbomben des Zerstörer und töteten etliche Schiffbrüchige im Wasser, darunter den Kommandanten, den norwegischen Lieutenant Commander C. F. T. Melsom. Beim Untergang verloren 71 Norweger und 12 Briten ihr Leben. Die zur Hilfe eilende Korvette Hydrangea konnte 39 Schiffbrüchige bergen, der Zerstörer Wanderer weitere vier. Zwei der Geretteten starben noch auf dem Weg nach Gibraltar. Obwohl die Sicherung noch verstärkt wurde, verlor der Geleitzug OG 71 gegen acht angreifende U-Boote von seinen 23 Handelsschiffen acht. Nur fünf erreichten planmäßig Gibraltar; die anderen liefen Portugal an. Auch die Korvette Zinnia wurde noch versenkt. Über 400 Menschen verloren ihr Leben.

## Die norwegischen Town-Zerstörer
Zwischen Dezember 1940 und Februar 1942 übernahm die norwegische Marine fünf Zerstörer der Town-Klasse, die sie weitgehend bemannte und in der Royal Navy mit ihren britischen Namen und Kennungen einsetzte. Von der Town-Klasse wurden zwischen Dezember 1940 und Juni 1942 fünf Schiffe von der sich „im Exil“ befindlichen norwegischen Marine bemannt und in der Royal Navy eingesetzt, ohne umbenannt zu werden. Die Bath ex Hopewell erhielt so im April 1941 eine überwiegend norwegische Besatzung. Sie war der einzige der den Norwegern überlassenen fünf Zerstörer, der verloren ging. Die anderen wurden zwischen März 1942 und Mai 1944 wieder der Royal Navy zurückgegeben.
| Name             | ex USS           | Bauwerft            | Stapellauf | fertig     | Norwegischer Dienst     | Endschicksal                                                                           |
| ---------------- | ---------------- | ------------------- | ---------- | ---------- | ----------------------- | -------------------------------------------------------------------------------------- |
| Mansfield (G76)  | Evans (DD78)     | Bath Iron Works     | 30.10.1918 | 11.1918    | 18.12.1940 — 11.02.1942 | Oktober 1944 Abbruch                                                                   |
| Newport (G54)    | Sigourney (DD81) | Bethlehem, Quincy   | 16.12.1917 | 05.1918    | 2.03.1941 – 05.1942     | wieder RN, Februar 1947 Abbruch                                                        |
| Bath (I17)       | Hopewell (DD181) | Newport News        | 8.06.1918  | 22.03.1919 | 9.04. – 19.08.1941 †    | durch U 204 versenkt, 83 Tote                                                          |
| St. Albans (I15) | Thomas (DD182)   | Newport News        | 4.07.1918  | 4.1919     | 14.04.1941 – 10.1942    | 16. Juli 1944 an UdSSR verliehen, dort Dostoynyy, Mai 1949 in GB verschrottet          |
| Lincoln (G42)    | Yarnall (DD143)  | Cramp, Philadelphia | 19.06.1918 | 11.1918    | 03.1942 – 12.1943       | . 26. August 1944 an UdSSR verliehen, dort Druzhnyy, September 1952 in GB verschrottet |